# Puerta de Bejanque

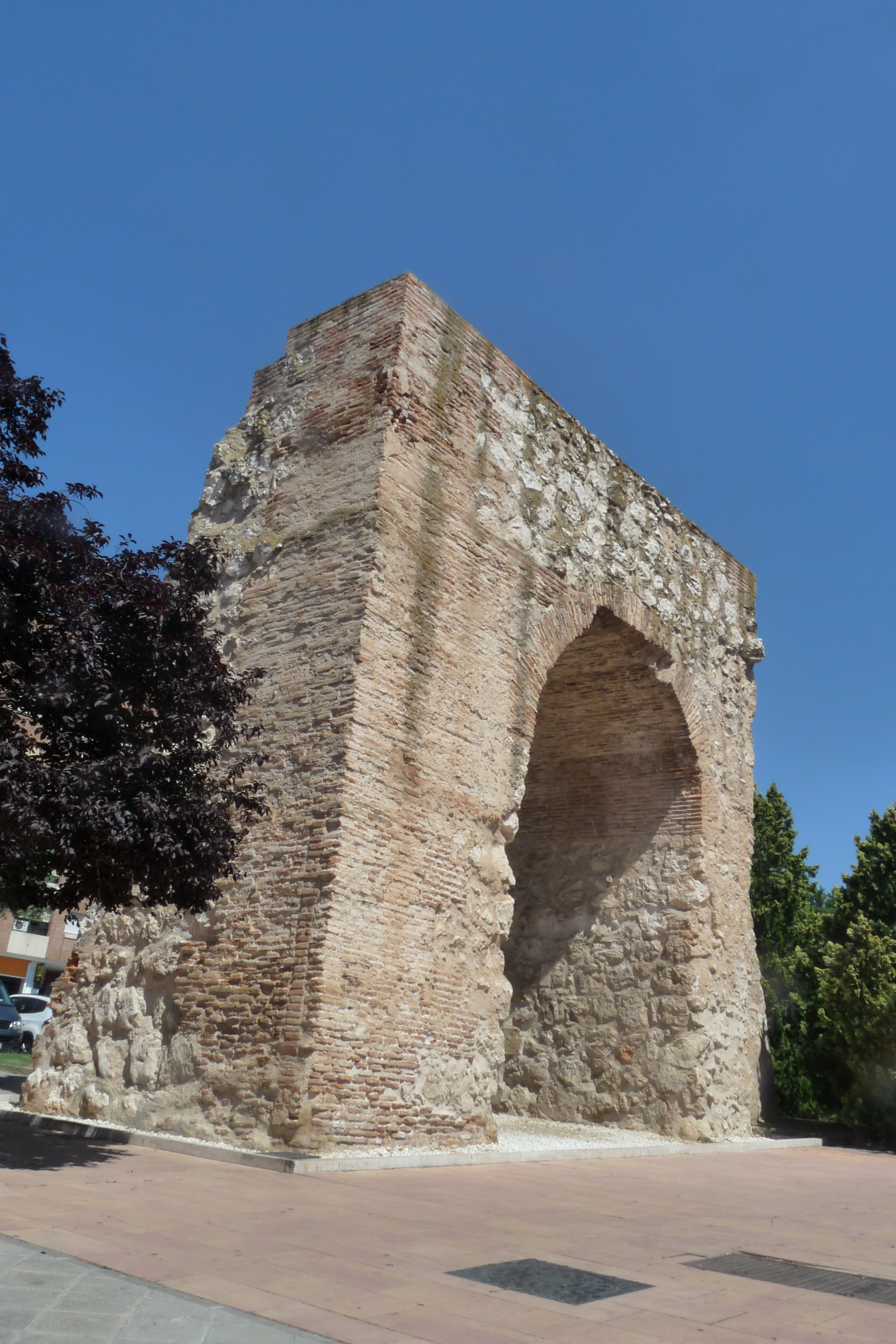
Imagen de la Puerta de Bejanque de Guadalajara (España)

La Puerta de Bejanque es una de las puertas de la ya no existente muralla que rodeaba a Guadalajara alrededor del siglo IX, esta puerta data del siglo XIV.
Actualmente ya no existe esta muralla, aunque se conservan algunas partes de esta como la Puerta de Bejanque, el Torreón del Alamín y el Torreón de Alvar Fáñez. Siendo esta puerta una de las tres que siguen hoy en día en pie, se encuentra protegida mediante la Ley 16/1985 sobre el Patrimonio Histórico Español. 
Respecto a los materiales de construcción de la puerta destacan el sílex y grandes bloques de piedra caliza. Es fechado en el S. XIV como ampliación del recinto anterior. En Guadalajara se conservaron las murallas hasta el siglo XIX,  se perdió el valor estratégico que tenía el torreón de la Puerta de Bejanque se usó como almacén del concejo. En el año 1884 se demolió el monumento dejándonos el arco que podemos observar hoy en día. 
Las únicas imágenes que nos quedan de la muralla original, son unos lienzos recuperados que datan del siglo XIV. 
Como su propio nombre indica, la puerta se encuentra en la plaza de Bejanque, ubicada en Guadalajara (España). Existen diferentes calles desde las cuales se pueden acceder a la puerta; estas son Calle Zaragoza, Calle de la Mina, Avenida de Barcelona, y Calle de La Carrera. Cabe destacar que el acceso al monumento es gratuito y no tiene horario ya que se encuentra en la acera de la Calle del Dr. Ramón y Cajal.